# Universiteit van Allahabad
De Universiteit van Allahabad is een staatsuniversiteit in Allahabad in de deelstaat Uttar Pradesh in India. De universiteit stimuleerde onder meer een Center of Excellence op het gebied van Behavioural Cognitive Sciences.

## Geschiedenis
De universiteit werd op 23 september 1887 door William Muir opgericht als Muir Central College. Het was in die tijd na de Universiteit van Bombay, de Universiteit van Calcutta, der Universiteit van Madras en de Universiteit van de Punjab (tegenwoordig in Lahore, Pakistan) de vijfde universiteit die werd opgericht in Brits-Indië.

## Faculteiten en instellingen
Faculteiten
- Kunsten
- Geneeskunde (Motilal Nehru Medical College & Swarup Rani Nehru Hospital)
- Natuurwetenschappen
- Rechten
- Economie

Onderzoeksinstituten
- Centre of Behavioural and Cognitive Sciences
- Institute of Inter-Disciplinary Studies
- Institute of Professional Studies
- National Centre of Experimental Mineralogy and Petrology

Constituent Institutes
- Govind Ballabh Pant Social Science Institute, Allahabad
- Harish Chandra Research Institute of Mathematics and Mathematical Physics (loskoppeling van de universiteit is ter sprake)
- Kamla Nehru Post-graduate Medical Institute (loskoppeling van de universiteit is ter sprake)
- S. P. Mukherjee Government Degree College (verbinding met de universiteit is gepland)

Colleges
- Allahabad Degree College
- C.M.P Degree College
- Arya Kanya Degree College
- Jagat Taran Girls Degree College
- Ishwar Sharan Degree Collage
- Zes andere regionale onderwijsinstellingen/colleges

## Bekende hoogleraren
- Luciano Petech, een Italiaans taalkundige en historicus

## Bekende studenten
- Gulzarilal Nanda, voormalig Interim-premier van India
- Motilal Nehru, politicus en vader van Jawaharlal Nehru
- Shankar Dayal Sharma, voormalige president van India
- Chandra Shekhar, voormalige premier van India
- Maharishi Mahesh Yogi, een Indiase goeroe, schrijver en grondlegger van de transcendente meditatie
- Pankaj Mishra, een Indiaas schrijver
- Kamiel Bulcke, een Belgische jezuïet, missionaris in India en een linguïst